# Denaeantha nivigera
Denaeantha nivigera es una especie de polilla de la familia Tortricidae. Se encuentra en Java.